# Ball d'homenatge
El Ball d'homenatge és un ball català que es balla a mode de reverència a semblança de l'aurresku basc.
Va ser creat pel músic Jaume Arnella i el coreògraf Joan Serra el 2009. La música està basada en la polca del Ball de Gitanes de Sant Celoni i es pot interpretar per instrument sol (com guitarra o acordió) o conjunt d'instruments. La coreografia es va inspirar en els punts de dansa tradicional catalana.

Pot ser ballat per un ballador sol o varis, que formen una filera davant la persona o persones a homenatjar, fent passos simples i voltes al ritme de la música solemne.
“Ballem a la panxa de la mare, als braços del pare, caminant amb un amic, a la festa del poble... I ballant expliquem els nostres pensaments, i sobretot les nostres emocions i les nostres sensacions. Ho fem a partir del nostre cor, del nostre cervell, del nostre estómac, de la nostra mirada i de la nostra terra.” Joan Serra Vilamitjana